# Georg Beyschlag
Georg Philipp Beyschlag, né le 4 juillet 1997 à Munich, est un joueur allemand de basket-ball.

## Biographie

### En sélection
Georg Beyschlag participe en 2013 avec l'équipe d'allemagne des moins de 16 ans au Championnat d'Europe en 2013. Il prend également part au championnat d'europe des moins de 20 ans, il atteint avec l'équipe allemande à la septième place au classement général, marquant une moyenne de 7,7 points par rencontre.